# 17 сентября
17 сентября — 260-й день года (261-й в високосные годы) по григорианскому календарю.
До конца года остаётся 105 дней.
До 15 октября 1582 года — 17 сентября по юлианскому календарю, с 15 октября 1582 года — 17 сентября по григорианскому календарю.
В XX и XXI веках соответствует 4 сентября по юлианскому календарю.

## Праздники и памятные дни
См. также: Категория:Праздники 17 сентября.

### Национальные
- Ангола — День героев.
- Беларусь — День народного единства[2].
- США — День конституции.
- Украина — День усыновления.
- Чили — Национальный день уасо[англ.][3].

### Профессиональные
- Украина — День спасателя.

### Религиозные
Православие
- Память пророка Моисея Боговидца (XVI в. до н. э.);
- память мученицы Ермионии, дщери апостола Филиппа диакона (ок. 117);
- память священномученика Вавилы, епископа Великой Антиохии, и с ним трёх отроков: мучеников Урвана, Прилидиана, Епполония и матери их Христодулы (251);
- память мученика Вавилы Никомидийского и с ним 84-х отроков (IV в.);
- память мучеников Феодора, Миана, Иулиана и Киона (305—311);
- празднование в честь иконы Божией Матери «Неопалимая Купина» (1680);
- память Обретение мощей святителя Иоасафа, епископа Белгородского (1911);
- Собор Воронежских святых;
- память преподобномученика Парфения, игумена Кизилташского (1867);
- память священномучеников Григория (Лебедева), епископа Шлиссельбургского; Сергия (Дружинина), епископа Нарвского; Павла Васильевского, Иоанна Василевского, Николая Лебедева, Николая Сретенского, Иоанна Ромашкина, Николая Хвощёва, Александра Никольского, Петра Лебединского, Михаила Богородского, Илии Измайлова, пресвитеров, преподобномученика Стефана (Кускова), иеромонаха, мучеников Василия Ежова, Петра Лонскова, Стефана Митюшкина и Александра Блохина (1937);
- память священномученика Петра (Зимонича) Дабро-Боснийского, митрополита (1941);
- память мученицы Елены Черновой (1943);
- второе обретение (1964) и перенесение (1989) мощей святителя Митрофана, в схиме Макария, епископа Воронежского.

## События

### До XVII века
См. также: Категория:События 17 сентября
- 14 — Тиберий Клавдий Нерон принимает титул императора и имя Тиберий Цезарь Август.
- 335 — по приказу римского императора Константина в Иерусалиме для паломников открыта гробница Христа.
- 1156 — создано Австрийское герцогство.
- 1394 — приказом короля Карла VI евреи изгоняются из Франции.
- 1598
  - Дело по обвинению Джордано Бруно в ереси передано из Венеции в Рим.
  - Нидерландские моряки повторно открывают остров, который называют Маврикий.

### XVII век
- 1620 — в ходе Польско-турецкой войны 1620—1621 годов началась Цецорская битва.
- 1630 — своё официальное название получил американский город Бостон, названный так колонистами по одноимённому английскому городку в графстве Линкольншир.
- 1631 — Тридцатилетняя война: произошла битва при Брейтенфельде (1631), в которой шведские и саксонские войска, под общим командованием Густава II Адольфа, одержали триумфальную победу над армией Священной Римской империи, под командованием Иоганна фон Тилли.
- 1665 — Великая эпидемия чумы в Лондоне.
- 1678 — Голландская война: подписаны Нимвегенские мирные договоры между Францией и Испанией.

### XVIII век
- 1775 — Война за независимость США: в ходе кампании по вторжению в Канаду началась осада форта Сен-Жан.
- 1787 — в последний день Филадельфийского конвента принята Конституция США.
- 1788 — произошла битва при Карансебеше.
- 1789 — английский астроном Уильям Гершель открыл Мимас, спутник планеты Сатурн.
- 1793 — во Франции принят «закон о подозрительных», объявлявший врагами народа всех, кто не получил свидетельства о благонадёжности.
- 1794 — восстание Костюшко: произошло сражение у Крупчиц, закончившееся победой русской императорской армии.

### XIX век
- 1809 — заключён Фридрихсгамский мирный договор, завершивший Русско-шведскую (Финскую) войну 1808—1809 годов, главным итогом которой было вхождение Финляндии в состав Российской империи на правах автономного княжества.
- 1843 — открыт Чилийский университет, преемник Королевского Университета Сан-Фелипе[исп.].
- 1859 — Джошуа Абрахам Нортон провозгласил себя императором Соединённых Штатов и присвоил себе титул Его Императорское Величество император Соединённых Штатов Нортон I и Протектор Мексики.
- 1861 — в ходе Гражданской войны в Аргентине произошла битва при Павоне, в которой армия Буэнос-Айреса под командованием Бартоломе Митре одержала победу над войсками Аргентинской конфедерации, возглавляемой Хусто Хосе де Уркиса.
- 1862 — в ходе Гражданской войны в США произошло сражение при Энтитеме.
- 1871 — в Альпах открыт 13-километровый туннель Мон-Сени.
- 1894 — в ходе Японо-китайской войны произошла битва при Ялу.
- 1900 — провозглашено создание Австралийского Союза (с 1 января 1901).

### XX век
- 1910 — в Лондоне врачи высказали предположение, что если количество лунатиков будет увеличиваться такими же темпами, как прежде, то через 40 лет число безумных людей станет больше разумных.
- 1917 — в Харькове лидер большевиков Донбасса Артём (Сергеев) заявил о разрыве с Временным правительством и создании в Донбассе собственной власти.
- 1920 — при вузах России созданы рабочие факультеты (рабфаки).
- 1922
  - В Берлине состоялась премьера фильма «Поджигатель», первого в мире звукового фильма по технологии Триэргон.
  - В Москве состоялся первый в России радиоконцерт.
- 1932 — постановлением Президиума ЦИК СССР по инициативе Максима Горького основан Литературный институт им. А. М. Горького.
- 1935 — состоялся первый полёт немецкого пикирующего бомбардировщика Junkers Ju 87.
- 1939
  - Вторая мировая война: начался второй Польский поход Красной армии, известный также как «советское вторжение в Польшу».
  - Вторая мировая война: немецкая подлодка U-29 потопила британский авианосец HMS Courageous, погибло более 500 моряков.
- 1940 — Вторая мировая война: Гитлер отложил операцию «Морской лев».
- 1941 — в СССР введено обязательное обучение военному делу всех граждан.
- 1944
  - Вторая мировая война: началась Таллинская операция.
  - Вторая мировая война: начало Голландской операции, одной из крупнейших за всю историю высадки воздушного десанта.
  - Вторая мировая война: началось сражение при Монте-Пулито.
- 1947 — Джеймс Форрестол принёс присягу как первый министр обороны США.
- 1948 — в Иерусалиме убит шведский дипломат, племянник короля Швеции Фольке Бернадот.
- 1954 — на Новой Земле создан советский ядерный полигон.
- 1955 — первый полёт самолёта (NB-36) с работающим ядерным реактором на борту.
- 1959 — 131 священник выслан с Кубы.
- 1961
  - В американском Питтсбурге открыта «Сивик-арена», первый в мире стадион с раздвижной крышей, вмещающий более 16 тыс. зрителей.
  - Катастрофа L-188 в Чикаго.
- 1974 — Бангладеш, Гренада и Гвинея-Бисау стали членами ООН.
- 1978 — подписаны Кэмп-Дэвидские соглашения между Израилем и Египтом.
- 1980 — операция «Рептилия»: в Асунсьоне убит бывший диктатор Никарагуа Анастасио Сомоса.
- 1983 — 20-летняя Ванесса Уильямс стала первой в истории темнокожей «Мисс Америка».
- 1984 — на телеэкраны вышел первый аниме-сериал о трансформерах.
- 1988
  - В Мьянме создана Национальная лига за демократию.
  - Открылись летние Олимпийские игры в Сеуле.
- 1991
  - Линус Торвальдс опубликовал исходный код ядра операционной системы Linux 0.01 весом 64Kb.
  - Литва, Латвия, Эстония, КНДР и Южная Корея стали членами ООН.

### XXI век
- 2001
  - Вторая чеченская война: уничтожение вертолёта с военной комиссией Генштаба России, 13 погибших.
  - Вторая чеченская война: чеченские сепаратисты попытались захватить Гудермес.
  - Начало вещания телеканала 7ТВ.
  - Нью-Йоркская фондовая биржа впервые открылась после терактов 11 сентября.
- 2006 — состоялся референдум о независимости Приднестровской Молдавской Республики.
- 2011 — начало акций протеста «Захвати Уолл-стрит» (англ. Occupy Wall Street).
- 2013 — вышла игра Grand Theft Auto V от Rockstar Games на консолях PlayStation 3 и Xbox 360.
- 2016 — теракты в Нью-Йорке и Нью-Джерси.
- 2018 — катастрофа Ил-20 в Сирии. Самолёт был сбит сирийскими силами ПВО. 15 погибших. Министр обороны России возложил ответственность на Израиль.
- 2022
  - В Польше открыт канал через Вислинскую косу.
  - Президент Казахстана Касым-Жомарт Токаев подписал поправки к Конституции, согласно которым столице Нур-Султану возвращено прежнее название Астана.

## Родились
См. также: Категория:Родившиеся 17 сентября

### До XIX века
- 1552 — Павел V (в миру Камилло Боргезе; ум. 1621), 233-й папа римский (1605—1621).
- 1688 — граф Михаил Бестужев-Рюмин (ум. 1760), русский дипломат.
- 1730 — барон Фридрих Вильгельм фон Штойбен (ум. 1794), офицер прусской армии, гофмаршал баденского двора, инструктор и генеральный инспектор Континентальной армии.
- 1743 — маркиз Мари Жан Антуан Никола Кондорсе (ум. 1794), французский философ-просветитель, математик, социолог, политический деятель.
- 1752 — Пьер-Амабль де Субрани[фр.] (ум. 1795), французский государственный и политический деятель, один из последних «якобинцев».

### XIX век
- 1818 — Сергей Смирнов (ум. 1889), протоиерей Русской православной церкви, богослов, церковный историк.
- 1819 — Мартинус Вессел Преториус (ум. 1901), южноафриканский политик, первый президент Трансвааля (1857—1860, 1864—1871), президент Оранжевого Свободного государства (1860—1863).
- 1826 — Георг Бернхард Риман (ум. 1866), немецкий математик, основатель современного математического анализа.
- 1832 — Сергей Боткин (ум. 1889), врач-терапевт, общественный деятель, классик русской медицины.
- 1841 — Фёдор Решетников (ум. 1871), русский писатель («Подлиповцы» и др.).
- 1854 — Дэвид Бьюик (ум. 1929), американский автоинженер и промышленник.
- 1857 — Константин Циолковский (ум. 1935), российский и советский учёный, пионер космонавтики.
- 1864 — Михаил Коцюбинский (ум. 1913), украинский писатель («Fata morgana» и др.), общественный деятель.
- 1867 — Масаока Сики (ум. 1902), японский поэт, писатель, литературный критик.
- 1868 — Карл Броккельман (ум. 1956), немецкий учёный-востоковед.
- 1873 — Макс Швабинский (ум. 1962), чешский живописец и график.
- 1874 — Вера Слуцкая (погибла в 1917), социал-демократка, участница революционного движения в России.
- 1888 — Борис Чайковский (ум. 1924), русский и советский кинорежиссёр, сценарист, издатель, педагог.

### XX век
- 1901 — Фрэнсис Чичестер (ум. 1972), англичанин, совершивший в 1966—1967 гг. первое кругосветное путешествие на одиночной яхте «Джипси Мот IV».
- 1903 — Карел Мильон (ум. 1984), нидерландский боксёр, призёр Олимпийских игр (1928).
- 1904 — Фредерик Аштон (ум. 1988), английский балетмейстер, хореограф.
- 1908 — Джон Кризи (ум. 1973), американский писатель, автор детективов.
- 1912
  - Ирена Квятковская (ум. 2011), польская актриса.
  - Георгий Менглет (ум. 2001), актёр театра и кино, народный артист СССР;
  - Максим Танк (урожд. Евгений Иванович Скурко; ум. 1995), белорусский поэт, переводчик, Герой Социалистического Труда.
- 1913 — Александр Лейманис (ум. 1990), советский и латвийский кинорежиссёр.
- 1914 — Вильям Грут (ум. 2012), шведский пятиборец, олимпийский чемпион (1948).
- 1916 — Юмжагийн Цеденбал (ум. 1991), монгольский государственный и партийный деятель, маршал МНР.
- 1917 — Махмуд аль-Хусари (ум. 1980), египетский чтец Корана.
- 1918 — Хаим Герцог (ум. 1997), израильский политик, 6-й президент государства Израиль (1983—1993).
- 1922 — Агостиньо Нето (ум. 1979), ангольский поэт, первый президент Анголы (1975—1979).
- 1923 — Хэнк Уильямс (ум. 1953), американский автор-исполнитель, «отец» современной кантри-музыки.
- 1929 — Татьяна Елизаренкова (ум. 2007), советский и российский лингвист и переводчик, специалист по ведийской культуре.
- 1929 — сэр Стирлинг Мосс (ум. 2020), британский автогонщик, четырёхкратный вице-чемпион мира в классе «Формула-1».
- 1930
  - Джон Морган (ум. 2025), американский бизнесмен и яхтсмен; чемпион Олимпийских игр 1952 года в парусном спорте.
  - Томас Стаффорд (ум. 2024), американский астронавт, один из 24 человек, летавших к Луне. Участвовал в космических полётах по программам «Джемини-6», «Джемини-9А», был командиром в миссиях «Аполлон-10» и «Аполлон» по программе «Союз» — «Аполлон».
- 1931
  - Энн Бэнкрофт (ум. 2005), американская киноактриса, обладательница премий «Оскар», «Золотой глобус», «Эмми» и др.
  - Жан-Клод Каррьер (ум. 2021), французский сценарист, драматург, актёр.
- 1933 — Клод Прово (ум. 1984), канадский хоккеист, 9-кратный обладатель Кубка Стэнли.
- 1934 — Морин Коннолли (ум. 1969), американская теннисистка, к 20 годам выигравшая 9 турниров Большого шлема.
- 1935
  - Кен Кизи (ум. 2001), американский писатель («Пролетая над гнездом кукушки» и др.).
  - Серж Кларсфельд, французский адвокат и историк, «охотник за нацистами».
- 1937 — Рудольф Панков (ум. 2025), советский и российский актёр, мастер дубляжа и закадрового озвучивания.
- 1939
  - Владимир Меньшов (ум. 2021), актёр и режиссёр, народный артист РСФСР, обладатель премии «Оскар».
  - Дэвид Саутер (ум. в 2025), американский юрист, судья Верховного суда США (1990—2009).
- 1944 — Райнхольд Месснер, итальянский альпинист, первым покоривший все 14 «восьмитысячников» мира.
- 1945 — Фил Джексон, американский профессиональный баскетболист и тренер, 13-кратный чемпион НБА (2 раза как игрок и 11 раз как тренер).
- 1950 — Нарендра Моди, индийский политический и государственный деятель, премьер-министр страны (с 2014).
- 1951 — Кассандра Петерсон, американская актриса.
- 1954 — Михаэль Дорфман, израильский писатель, публицист, издатель и общественный деятель.
- 1956 — Алмазбек Атамбаев, киргизский государственный деятель, президент страны (2011—2017).
- 1958 — Янез Янша, словенский государственный и политический деятель, премьер-министр страны (2004—2008, 2012—2013, 2020—2022).
- 1960 — Деймон Хилл, британский автогонщик, чемпион мира в классе «Формула-1» (1996).
- 1962 — Баз Лурман, австралийский кинорежиссёр, сценарист, актёр, продюсер.
- 1965 — Брайан Сингер, американский кинорежиссёр, продюсер и сценарист.
- 1967 — Майкл Карбахаль, американский боксёр, 4-кратный чемпион мира среди профессионалов.
- 1968
  - Анастейша (Анастейша Лин Ньюкёрк), американская поп-певица и автор песен.
  - Тито Виланова (ум. 2014), испанский футболист и тренер.
- 1969
  - Кен Доэрти, ирландский игрок в снукер, чемпион мира (1997).
  - Кит Флинт (покончил с собой в 2019), танцор и вокалист британской электронной группы The Prodigy.
- 1971 — Славко Голужа, хорватский гандболист и тренер, двукратный олимпийский чемпион (1996, 2004).
- 1984 — Джон Кучера, канадский горнолыжник, чемпион мира в скоростном спуске (2009).
- 1985
  - Томаш Бердых, чешский теннисист, бывшая четвёртая ракетка мира.
  - Александр Овечкин, российский хоккеист, трёхкратный чемпион мира, обладатель Кубка Стэнли (2018).
- 1986 — Софи (ум. 2021), шотландская певица, продюсер, автор песен и диджей.
- 1988 — Элли Макдональд, канадская актриса кино и телевидения.
- 1991 — Егор Яковлев, российский хоккеист, олимпийский чемпион (2018).
- 1995 — Патрик Махоумс, игрок в американский футбол, квотербек, 3-кратный победитель Супербоула.
- 1996
  - Эстебан Окон, французский автогонщик, пилот «Формулы-1».
  - Элла Пернелл, английская актриса театра и кино.
- 1997 — Остон Мэттьюс, американский хоккеист.

## Скончались
См. также: Категория:Умершие 17 сентября

### До XIX века
- 1422 — Константин II Асень (р. 1369) — последний царь Второго Болгарского царства и из династии Асень. После него Болгария попала под власть Османской империи.
- 1485 — Педро Арбуэс (р. 1441), Главный инквизитор Королевства Арагон, убитый группой конверсо.
- 1621 — Роберто Беллармино (р. 1542), итальянский кардинал, идеолог Контрреформации, католический святой («Рассуждения о спорных вопросах христианской веры»).
- 1665 — Фелипе IV (р. 1605), король Испании, король Обеих Сицилий, Сардинии, Индий западных и Восточных, Герцог Бургундии, суверен Нижних Земель и Герцог Милана.
- 1679 — Хуан Хосе Австрийский (р. 1629), испанский политический деятель и полководец.
- 1782 — Фаринелли (настоящее имя Карло Броски; р. 1705), итальянский певец-кастрат, мастер бельканто.
- 1791 — Томас Ириарте (р. 1750), испанский поэт.

### XIX век
- 1823 — Абрахам-Луи Бреге (р. 1747), швейцарско-французский часовщик-изобретатель и учёный-механик.
- 1836 — Антуан Жюссьё (р. 1748), французский ботаник, директор Парижского ботанического сада.
- 1863 — граф Альфред де Виньи (р. 1797), французский писатель.
- 1866 — Михаил Дмитриев (р. 1796), русский поэт, критик, переводчик, мемуарист.
- 1868 — Любовь Косицкая (р. 1827), русская актриса, бывшая крепостная.
- 1877 — Уильям Генри Фокс Тальбот (р. 1800), английский физик и химик, один из изобретателей фотографии.
- 1879 — Эжен Виолле-ле-Дюк (р. 1814), французский архитектор, реставратор, искусствовед.
- 1897 — Елена Горчакова (р. 1824), русский педагог, поэтесса, автор путевых очерков.

### XX век
- 1901 — Фирс Журавлёв (р. 1836), русский художник, академик живописи.
- 1927
  - Анатолий Кони (р. 1844), русский юрист, литератор и общественный деятель, член Государственного совета;
  - Александр Южин (р. 1857), актёр и драматург, директор Малого театра, народный артист Республики.
- 1936 — Анри Луи Ле Шателье (р. 1850), французский физик и химик.
- 1938 — расстреляны:
  - Николай Кондратьев (р. 1892), русский экономист, автор теории экономических циклов;
  - Бруно Ясенский (р. 1901), польский и советский писатель, поэт, драматург;
  - Яныш Ялкайн (р. 1906), марийский советский писатель, переводчик, фольклорист.
- 1940 — Панас Саксаганский (р. 1859), украинский актёр, театральный режиссёр, драматург, педагог, народный артист СССР.
- 1948
  - Рут Бенедикт (р. 1887), американский философ и социолог;
  - убит Фольке Бернадот (р. 1895), шведский дипломат, племянник короля Густава V.
  - Эмиль Людвиг (р. 1881), немецкий писатель, биограф.
- 1950 — Виктор Веснин (р. 1882), архитектор, первый президент Академии архитектуры СССР.
- 1958 — Фридрих Адольф Панет (р. 1887), немецкий химик.
- 1963
  - Наталья Крандиевская-Толстая (р. 1888), русская советская поэтесса, писательница, мемуаристка;
  - Эдуард Шпрангер (р. 1882), немецкий философ и психолог.
- 1964 — Жан Рэ (р. 1887), фламандский писатель.
- 1966 — Фриц Вундерлих (р. 1887), немецкий певец (лирический тенор).
- 1972 — Аким Тамиров (р. 1899), американский актёр армянского происхождения, обладатель «Золотого глобуса».
- 1980
  - убит Анастасио Сомоса Дебайле (р. 1925), президент Никарагуа;
  - Лев Гинзбург (р. 1921), русский советский поэт, публицист, переводчик.
- 1984
  - Юрий Визбор (р. 1934), советский киноактёр, журналист, один из основоположников авторской песни;
  - Павел Полубояров (р. 1901), маршал бронетанковых войск СССР, Герой Советского Союза.
- 1987 — Владимир Басов (р. 1923), советский кинорежиссёр, актёр, сценарист.
- 1992 — Фёдор Шаляпин (младший) (р. 1905), киноактёр, сын знаменитого певца.
- 1994 — Карл Поппер (р. 1902), австрийско-английский философ, создатель теории открытого общества.
- 1999 — Виктор Вуячич (р. 1934), эстрадный певец.

### XXI век
- 2001 — погиб Давид Кипиани (р. 1951), грузинский советский футболист, тренер.
- 2006 — Алексей Локтев (р. 1939), советский и российский актёр театра и кино, театральный режиссёр.
- 2011 — Курт Зандерлинг (р. 1912), немецкий дирижёр.
- 2022 — Игорь Масленников (р. 1931), советский и российский кинорежиссёр, сценарист, продюсер и педагог; народный артист РСФСР.

## Приметы
- Богородица Неопалимая Купина.
- В старину считалось, что на Неопалимую Купину, молитва о защите дома от огня будет услышана.
- На заре ходили слушать последние голоса птиц, улетающих на юг[6].